# チヤンピオンスター
チヤンピオンスター(Champion Star)は、日本の競走馬、種牡馬。主な勝ち鞍に1988年と1991年の帝王賞、1991年の報知オールスターカップ、1990年の東京記念など。

## 戦績
- 特記事項なき場合、本節の出典はJBISサーチ[3]

1986年12月9日、大井競馬場での3歳新馬戦でデビューして1着。続く一般戦と葉牡丹特別を勝って3連勝とし、水仙特別3着を挟んで出走の黒潮盃優勝後には、1987年の南関東でのクラシック戦線の筆頭格と見なされるようになった。しかし、第一冠の羽田盃は出走せず、東京ダービーでは4着、東京王冠賞でイナリワンの2着とクラシックは無冠に終わり、暮れの東京大賞典もテツノカチドキの4着に終わった。
1988年に入り、初戦のB級戦ウインターカップを皮切りに、金盃、帝王賞、大井記念と4連勝。7月の報知オールスターカップでハナ差の2着となったあと、9月には新潟競馬場でのオールカマーに出走も15着と振るわなかった。オールカマー後に屈腱炎を患うが、戦列を離れるのは11月2日の東京記念で7着に終わってからのことであった。長期休養の間に、飯野貞次厩舎に移る。
長期休養から戻り、1990年9月5日のかちどき賞で戦列に復帰し7着。続くグランドチャンピオン20007着を挟んで出走の東京記念で、2年5か月ぶりの重賞制覇を果たした。東京大賞典は鞍ズレのアクシデントがあり11頭立ての11着に終わったが、年改まって1991年は金盃2着を経て出走の4月の帝王賞でナリタハヤブサやマックスフリートなど中央競馬や他地区からの参戦馬と戦い、最後はジョージモナークらを破って二度目の帝王賞制覇を成し遂げた。報知オールスターカップも勝って9月のオールカマーに駒を進めたが、レース中に屈腱炎が再発して12着に終わり、これが現役最後のレースとなった。

## 競走成績
以下の内容は、JBISサーチ、netkeiba.comに基づく。
| 年月日     | 競馬場 | 競走名                   | 格   | 距離（馬場）  | 頭数 | 枠番 | 馬番 | オッズ（人気） | 着順 | タイム （上り3F/4F） | 着差 | 騎手     | 斤量 [kg] | 勝ち馬/（2着馬）       |
| ---------- | ------ | ------------------------ | ---- | ------------- | ---- | ---- | ---- | -------------- | ---- | -------------------- | ---- | -------- | --------- | ---------------------- |
| 1986.12.09 | 大井   | サラ系3歳新馬            |      | ダ1000m（良） | 9    | 7    | 7    | 00.0（2人）    | 01着 | 01:02.9 (00.0)       | -1.1 | 西川栄二 | 53        | （カナヤキング）       |
| 1987.01.02 | 大井   | サラ系4歳                |      | ダ1400m（良） | 8    | 6    | 6    | 00.0（1人）    | 01着 | 01:30.4 (00.0)       | -0.3 | 西川栄二 | 54        | （ミスターシコウ）     |
| 0000.01.20 | 大井   | 葉牡丹特別               |      | ダ1600m（良） | 12   | 7    | 10   | 00.0（2人）    | 01着 | 01:44.8 (00.0)       | -0.6 | 西川栄二 | 54        | （ストロングサン）     |
| 0000.02.13 | 大井   | 水仙特別                 |      | ダ1600m（良） | 9    | 7    | 7    | 00.0（1人）    | 03着 | 01:45.9 (00.0)       | -0.5 | 西川栄二 | 55        | ジヨージレツクス       |
| 0000.04.19 | 大井   | 黒潮盃                   |      | ダ1800m（良） | 10   | 2    | 2    | 00.0（1人）    | 01着 | 01:58.3 (00.0)       | -0.2 | 早田秀治 | 56        | （アラナスモンタ）     |
| 0000.06.03 | 大井   | 東京ダービー             |      | ダ2400m（良） | 13   | 3    | 3    | 00.0（3人）    | 04着 | 02:39.0 (00.0)       | -1.0 | 早田秀治 | 57        | ジヨージレツクス       |
| 0000.07.26 | 大井   | サマーC                  | B1   | ダ1700m（稍） | 10   | 3    | 3    | 00.0（2人）    | 07着 | 01:49.2 (00.0)       | -1.0 | 早田秀治 | 52        | ハローチヤンプ         |
| 0000.11.11 | 大井   | 東京王冠賞               |      | ダ2600m（良） | 10   | 8    | 9    | 00.0（6人）    | 02着 | 02:52.9 (00.0)       | -0.2 | 早田秀治 | 57        | イナリワン             |
| 0000.12.23 | 大井   | 東京大賞典               |      | ダ3000m（良） | 9    | 2    | 2    | 00.0（4人）    | 04着 | 03:16.7 (00.0)       | -0.9 | 高橋三郎 | 54        | テツノカチドキ         |
| 1988.02.04 | 大井   | ウインターC              | B1   | ダ1800m（良） | 8    | 2    | 2    | 00.0（1人）    | 01着 | 01:55.2 (00.0)       | -0.4 | 高橋三郎 | 56.5      | （スーパーミスト）     |
| 0000.03.03 | 大井   | 金盃                     |      | ダ2000m（重） | 11   | 3    | 3    | 00.0（1人）    | 01着 | 02:05.8 (00.0)       | -0.8 | 高橋三郎 | 51        | （シナノジヨージ）     |
| 0000.04.13 | 大井   | 帝王賞                   |      | ダ2000m（重） | 14   | 3    | 4    | 00.0（3人）    | 01着 | 02:07.0 (00.0)       | -0.2 | 桑島孝春 | 56        | （シナノジヨージ）     |
| 0000.06.21 | 大井   | 大井記念                 |      | ダ2500m（良） | 10   | 2    | 2    | 00.0（1人）    | 01着 | 02:42.8 (00.0)       | -0.3 | 桑島孝春 | 57        | （スーパーミスト）     |
| 0000.07.27 | 川崎   | 報知オールスターC        |      | ダ1600m（重） | 11   | 3    | 3    | 00.0（1人）    | 02着 | 01:41.5 (00.0)       | -0.0 | 桑島孝春 | 57        | リユウコウキング       |
| 0000.09.18 | 新潟   | オールカマー             | GIII | 芝2200m（良） | 15   | 6    | 11   | 06.9（4人）    | 15着 | 02:14.6 (51.1)       | -2.3 | 桑島孝春 | 57        | スズパレード           |
| 0000.11.02 | 大井   | 東京記念                 |      | ダ2400m（良） | 10   | 1    | 1    | 00.0（1人）    | 07着 | 02:36.9 (00.0)       | -1.0 | 高橋三郎 | 57.5      | ダツシユホウシヨウ     |
| 1990.09.05 | 大井   | かちどき賞               |      | ダ1800m（良） | 10   | 3    | 3    | 00.0（6人）    | 04着 | 01:56.5 (00.0)       | -0.8 | 高橋三郎 | 55        | テツノヒリユウ         |
| 0000.10.24 | 大井   | グランドチャンピオン2000 |      | ダ2000m（良） | 11   | 3    | 3    | 00.0（2人）    | 07着 | 02:10.5 (00.0)       | -2.4 | 高橋三郎 | 56        | ダイコウガルダン       |
| 0000.11.20 | 大井   | 東京記念                 |      | ダ2400m（良） | 11   | 4    | 4    | 00.0（1人）    | 01着 | 02:34.3 (00.0)       | -0.4 | 高橋三郎 | 55        | （スピリツトエビス）   |
| 0000.12.13 | 大井   | 東京大賞典               |      | ダ2800m（良） | 11   | 4    | 4    | 00.0（３人）   | 11着 | 03:08.7 (00.0)       | -6.5 | 高橋三郎 | 55        | ダイコウガルダン       |
| 1991.02.26 | 大井   | 金盃                     |      | ダ2000m（良） | 16   | 2    | 4    | 00.0（2人）    | 02着 | 02:06.7 (00.0)       | -0.1 | 高橋三郎 | 57.5      | シローランド           |
| 0000.04.03 | 大井   | 帝王賞                   |      | ダ2000m（良） | 13   | 3    | 3    | 00.0（3人）    | 01着 | 02:05.2 (00.0)       | -0.2 | 桑島孝春 | 55        | （ジヨージモナーク）   |
| 0000.07.10 | 川崎   | 報知オールスターC        |      | ダ1600m（良） | 5    | 1    | 1    | 00.0（2人）    | 01着 | 01:41.0 (00.0)       | -0.1 | 高橋三郎 | 57        | （インターアニマート） |
| 0000.09.15 | 中山   | オールカマー             | GIII | 芝2200m（稍） | 14   | 7    | 11   | 27.7（9人）    | 12着 | 02:16.1 (39.1)       | -3.7 | 高橋三郎 | 56        | ジョージモナーク       |

## 引退後
引退後は八木牧場種馬センターで種牡馬入りし、当時で1株300万円、50株計1億5000万円という規模の種牡馬シンジケートが組まれた。しかし、試験種付け時の検査では異常がなかったものの、シーズン後に不受胎が続き、調査したところ精虫に異常が見つかり、活力と奇形率が半数前後という結果で事実上生殖能力がないとの診断が下り、種牡馬生活を終えることとなった。用途変更後は栃木県内で余生を過ごし、風邪で死亡したとされるが、死亡時期や詳細な動向は不明である。
同じ馬主が所有していた繁殖牝馬チヤンピオンハートただ1頭だけが受胎しており、生まれてきた仔馬は牝馬で「アレチャンピオン」と名付けられ競走馬、繁殖牝馬となった。アレチャンピオンはチャンピオンレディ、チャンピオンダリア、ラブマックスと牝馬を3頭出産したもののいずれも繁殖生活には上がらず、血脈は途絶えた。

## 血統表
| チヤンピオンスターの血統                     | チヤンピオンスターの血統                                                                 | チヤンピオンスターの血統                                                                 | （血統表の出典）                                                                         | （血統表の出典） |
| 父系                                         | ノーザンダンサー系                                                                       | ノーザンダンサー系                                                                       | ノーザンダンサー系                                                                       | [ § 2 ]          |
| 父 *スイフトスワロー Swift Swallow 1977 鹿毛 | 父の父Northern Dancer 1961 鹿毛                                                          | Nearctic                                                                                 | Nearco                                                                                   | Nearco           |
| 父 *スイフトスワロー Swift Swallow 1977 鹿毛 | 父の父Northern Dancer 1961 鹿毛                                                          | Nearctic                                                                                 | Lady Angela                                                                              |                  |
| 父 *スイフトスワロー Swift Swallow 1977 鹿毛 | 父の父Northern Dancer 1961 鹿毛                                                          | Natalma                                                                                  | Native Dancer                                                                            | Native Dancer    |
| 父 *スイフトスワロー Swift Swallow 1977 鹿毛 | 父の父Northern Dancer 1961 鹿毛                                                          | Natalma                                                                                  | Almahmoud                                                                                |                  |
| 父 *スイフトスワロー Swift Swallow 1977 鹿毛 | 父の母Homeward Bound 1961 栗毛                                                           | Alycidon                                                                                 | Donatello                                                                                | Donatello        |
| 父 *スイフトスワロー Swift Swallow 1977 鹿毛 | 父の母Homeward Bound 1961 栗毛                                                           | Alycidon                                                                                 | Aurora                                                                                   |                  |
| 父 *スイフトスワロー Swift Swallow 1977 鹿毛 | 父の母Homeward Bound 1961 栗毛                                                           | Sabie River                                                                              | Signal Light                                                                             | Signal Light     |
| 父 *スイフトスワロー Swift Swallow 1977 鹿毛 | 父の母Homeward Bound 1961 栗毛                                                           | Sabie River                                                                              | Amorcille                                                                                |                  |
| 母 スイフトロード 1977 鹿毛                  | 母の父*ロードリージ Lord Liege 1969 鹿毛                                                 | Sir Gaylord                                                                              | Turn-to                                                                                  | Turn-to          |
| 母 スイフトロード 1977 鹿毛                  | 母の父*ロードリージ Lord Liege 1969 鹿毛                                                 | Sir Gaylord                                                                              | Somethingroyal                                                                           |                  |
| 母 スイフトロード 1977 鹿毛                  | 母の父*ロードリージ Lord Liege 1969 鹿毛                                                 | Attica                                                                                   | Mr.Trouble                                                                               | Mr.Trouble       |
| 母 スイフトロード 1977 鹿毛                  | 母の父*ロードリージ Lord Liege 1969 鹿毛                                                 | Attica                                                                                   | Athenia                                                                                  |                  |
| 母 スイフトロード 1977 鹿毛                  | 母の母ヒデユキ 1967 鹿毛                                                                 | Zeus Boy                                                                                 | Palestine                                                                                | Palestine        |
| 母 スイフトロード 1977 鹿毛                  | 母の母ヒデユキ 1967 鹿毛                                                                 | Zeus Boy                                                                                 | Bonnet o'Blue                                                                            |                  |
| 母 スイフトロード 1977 鹿毛                  | 母の母ヒデユキ 1967 鹿毛                                                                 | *ニーナスレーゼント                                                                      | *Nimbus                                                                                  | *Nimbus          |
| 母 スイフトロード 1977 鹿毛                  | 母の母ヒデユキ 1967 鹿毛                                                                 | *ニーナスレーゼント                                                                      | Legende Doree                                                                            |                  |
| 母系(F-No.)                                  | ニーナズレーゼンド(GB)系(FN:2-i)                                                         | ニーナズレーゼンド(GB)系(FN:2-i)                                                         | ニーナズレーゼンド(GB)系(FN:2-i)                                                         | [ § 3 ]          |
| 5代内の近親交配                              | Nearco 4 × 5 =9.38%、Mahmoud 5 × 5 = 6.25%、Hyperion 5 × 5 = 6.25%、Pharos 5 × 5 = 6.25% | Nearco 4 × 5 =9.38%、Mahmoud 5 × 5 = 6.25%、Hyperion 5 × 5 = 6.25%、Pharos 5 × 5 = 6.25% | Nearco 4 × 5 =9.38%、Mahmoud 5 × 5 = 6.25%、Hyperion 5 × 5 = 6.25%、Pharos 5 × 5 = 6.25% | [ § 4 ]          |
| 出典                                         | 1. 2. 3. 4.                                                                              | 1. 2. 3. 4.                                                                              | 1. 2. 3. 4.                                                                              | 1. 2. 3. 4.      |